# B.A.P
Pour les articles homonymes, voir BAP (homonymie).
Cette page contient des caractères spéciaux ou non latins. S’ils s’affichent mal (▯, ?, etc.), consultez la page d’aide Unicode.
B.A.P (hangeul : 비에이피 ; acronyme de Best Absolute Perfect) est un boys band sud-coréen de K-pop, originaire de Séoul. Il est formé en 2012 par le label TS Entertainment. Il est composé de six membres : Bang Yong-guk, Kim Him-chan, Jung Dae-hyun, Yoo Young-jae, Moon Jong-up et Zelo. 
Le 25 janvier 2012, B.A.P fait ses débuts en sortant le single Warrior, suivi de l'EP éponyme sorti en février 2012. Au cours de l'année, le groupe réalise le 28 octobre un concert à Changwon qui est considéré par les Grammy Awards comme « l'un des meilleurs moments de 2012 ». Leurs fans se nomment Babyz (Baby au singulier).

## Histoire

### Débuts (2011)
Le groupe se forme et répète en 2011. En commençant par Bang Yong-guk, qui prend la position de leader. Il signe un contrat avec la TS Entertainment, et débute avec un featuring sur la chanson Going Crazy avec Song Jieun du girl group Secret. Yong-guk entame par la suite des débuts en solo avec le single I Remember en featuring avec Yoseob du groupe Beast, sorti le 11 août 2011. 
Le deuxième membre, Himchan, ancien ulzzang et multi-instrumentiste, est le deuxième à être présenté au public coréen, dans le show télévisé intitulé The Show, diffusé sur MTV Korea. Enfin, le 23 novembre 2011, le troisième membre, Zelo, rejoint Bang Yong-guk pour un featuring sur la chanson Never Give Up, avant la formation totale du groupe.

### DeWarrioràStop It(2012)

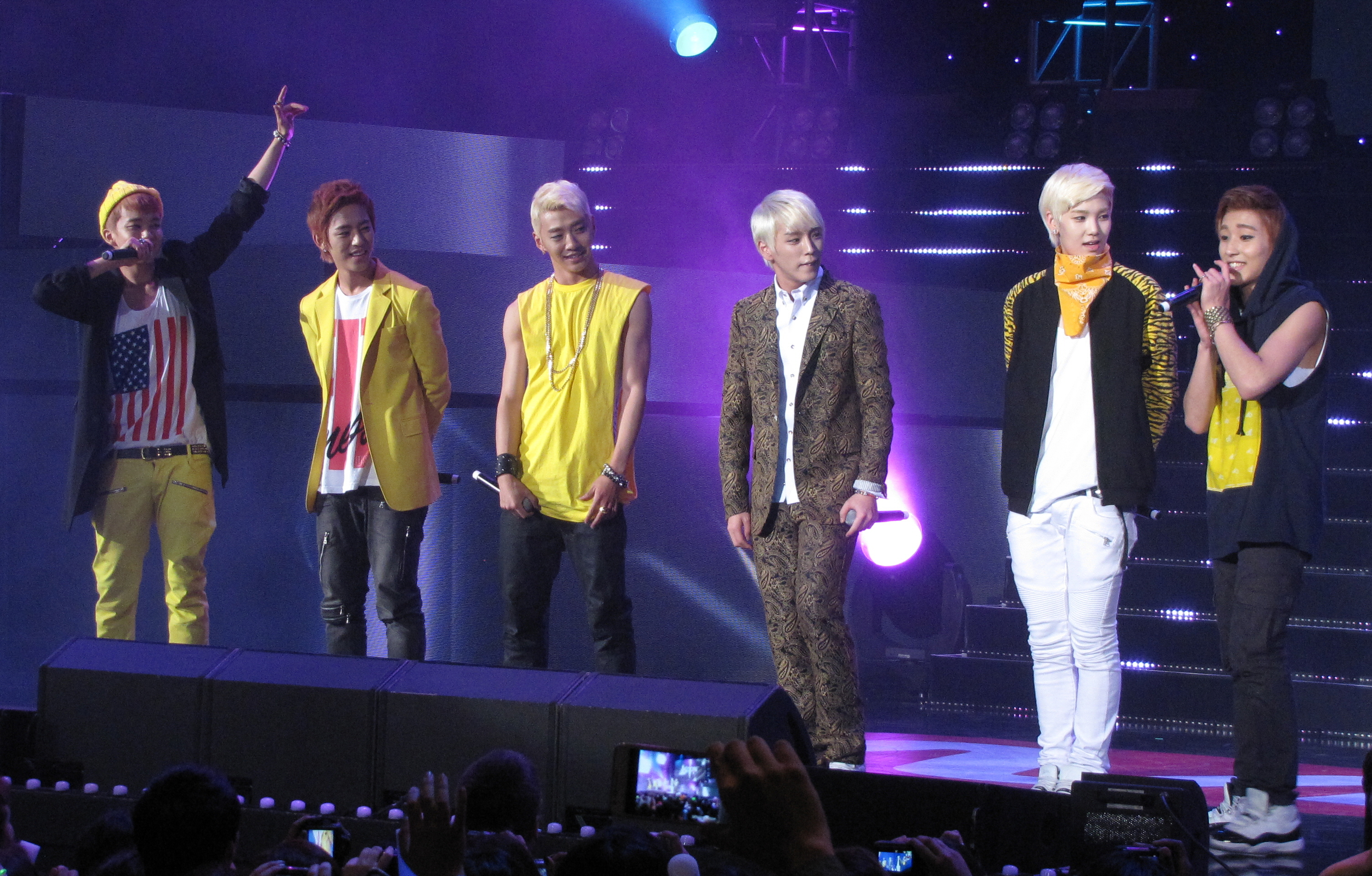
B.A.P sur scène au KCON 2012.

En janvier 2012, le boys band' commence sa carrière en intégrant le show télévisé Ta-Dah, It's BAP, diffusé sur SBS MTV. Le 25 janvier 2012, B.A.P révèle la chanson Warrior, décrite par MTV Korea comme « puissante et charismatique »,. En outre, Nancy Lee de Enews World écrit : « Il semble que B.A.P se démarque des autres groupes masculins dominant actuellement le monde de la K-pop avec une image plutôt « pretty-boy », eux ont une image « bad boy », brisant les vitres des voitures, soulevant la poussière et, vous le savez, ce que les garçons ont l'habitude de faire ». La promotion du single commence au Music Bank, suivi d'autres émissions telles que M! Countdown, Show! Music Core, Inkigayo ou encore The Show. Le 28 janvier, le groupe réalise son premier showcase à Séoul avec plus de 3 000 personnes présentes. Le 3 février 2012, l'album Warrior arrive à la dixième place au Billboard's World Albums Chart. En Corée du Sud, il se vend à plus de 10 000 exemplaires en seulement deux jours après sa sortie.
En mars 2012, B.A.P sort son deuxième single, Secret Love. Le 16 avril 2012, TS Entertainment annonce que le groupe sera de retour avec un nouvel album le 27 avril 2012. Le 20 avril, le label dévoile le titre de la chanson, Power, et par la suite le teaser du clip de ce single. Le 26 avril 2012, le clip de Power est officiellement publié sur la chaîne YouTube de B.A.P. Le lendemain, le boys band révèle leur nouveau EP, également intitulé Power. Après avoir fini la promotion de Power en Corée du Sud, le groupe entreprend une tournée dans plusieurs pays asiatiques, dont la Thaïlande, la Malaisie, Taïwan et Macao (Chine). Le 27 juin 2012, ils révèlent l'album photo Recording Take 2. Le 9 juillet, B.A.P sort leur nouveau single intitulé Goodbye. Le 19 juillet, ils publient leur nouvel album intitulé No Mercy, ainsi que le clip de la chanson-titre, également nommée No Mercy. L'EP est composé de cinq chansons : Goodbye, No Mercy, Dancing in the Rain, Voice Mail et What My Heart Tells Me to Do. Le 30 août, le boys band met en vente l'album repackage (réédition) de No Mercy, ré-intitulé Crash. Celui-ci est composé des cinq chansons présentes sur l'album original, ainsi que de deux nouvelles : I Remember, le featuring entre Yong Guk et Daehyun ; et Crash. En octobre 2012, TS Entertainment annonce que le groupe est en préparation pour un prochain comeback avec un nouvel album. Le 23 octobre 2012, leur nouvel EP, Stop It, est enfin révélé au grand public. Le même jour, le clip du single Stop It est diffusé sur YouTube.

### DeOne ShotàHurricane(2013)

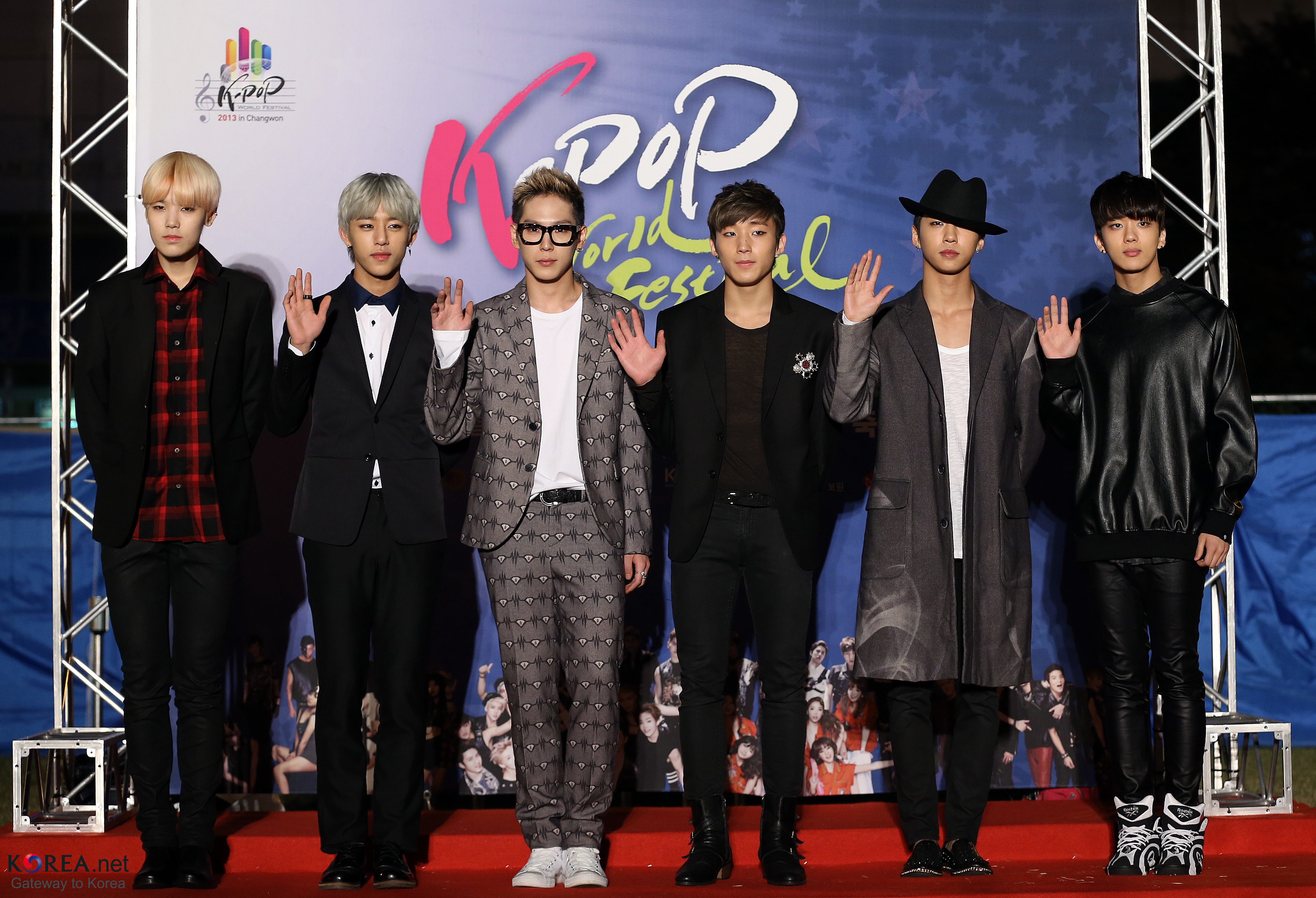
B.A.P au KOCIS Korea K-POP World Festival en 2013.

Le 12 février 2013, B.A.P est de retour avec un nouvel album, nommé One Shot. Le même jour sort le clip de la chanson One Shot, avec presque 800 000 vues en un jour sur YouTube. L'album contient cinq chansons : Punch, One Shot, Rain Sound, Coma et Zero.
Le 21 février 2013, One Shot apparaît dans les classements World Albums et Heatseekers Albums, ainsi qu'aux États-Unis dans le Top 10 du classement Billboard World Albums,. Les B.A.P tiennent leur premier concert intitulé B.A.P live on Earth Seoul les 23 et 24 février 2013 à l'Olympic Park Hall de Séoul. Ils y interprètent leurs singles les plus connus comme Warrior, Rain Sound, One Shot, No Mercy, Stop It ou encore Power, et également de nombreuses autres chansons présentes dans leurs trois anciens EP. Les membres ont également effectué des performances spéciales, par exemple la reprise de Price Tag de la chanteuse anglaise Jessie J, par Daehyun et Youngjae. Himchan, qui s'était cassé la main et qui n'avait pas pu monter sur scène dans diverses émissions avec le groupe pour promouvoir One Shot, a en définitive participé au concert pour certaines interprétations, malgré son plâtre.
Le 25 juin 2013 sont révélées au public plusieurs photos teasers individuelles pour leur prochain single. Un teaser de leur nouveau clip, dont le single est intitulé Coffee Shop, est dévoilé cinq jours auparavant. Enfin, le clip en entier de Coffee Shop sort le 28 juin 2013. Il avait été par ailleurs annoncé que ce retour s'organiserait en trois singles. Le premier étant Coffee Shop, et le deuxième Hurricane, sorti le 16 juillet 2013 accompagné du clip. Quant au troisième, Badman, est dévoilé avec le clip le 5 août 2013. L'album entier regroupant ces singles est mis en vente le 6 août 2013, nommé Badman.

### First SensibilityetB.A.P Unplugged 2014(2014)
À la mi-janvier 2014, TS Entertainment confirme que les B.A.P sont en train de préparer leur comeback avec leur premier album studio, First Sensibility. Révélant qu'il contiendra 13 pistes, et que le titre principal sera 1004 (Angel), le retour du groupe se fera le 3 février. Dès sa sortie, l'album se place en tête du Billboard World Album Chart, prouvant leur popularité internationale. En Corée, First Sensibility se place au top d'Hanteo et des Gaon Monthly Charts pour le mois de février,. Cet album permet aux B.A.P de gagner leur premier trophée sur un programme de classement musical, au Show Champion avec 1004 (Angel). Ils arriveront à gagner au total trois trophées, prouvant la popularité de la chanson. B.A.P sort son troisième single japonais, No Mercy le 3 avril ; celui-ci arrive à la 2e position du classement Oricon.
Après le succès des promotions de 1004 (Angel), B.A.P joue le B.A.P Live on Earth 2014 Continent Tour avec deux jours de concert à Séoul. Il s'agit du deuxième concert solo de B.A.P en Corée en seulement deux ans après leurs débuts. Selon les estimations, 20 000 fans mondiaux profitent du concert en temps réel avec les B.A.P. Le groupe compte un total de 23 concerts joués dans différentes villes des États-Unis, d'Asie, d'Australie et d'Europe durant la tournée. Lors de la tournée, B.A.P fait une sortie spéciale avec le single B.A.P Unplugged 2014, qui est un cadeau pour leurs fans. Le 11 août, B.A.P sort son quatrième single japonais, Excuse Me. TS Entertainment a annoncé le 27 octobre que la tournée en Amérique du Sud du groupe est annulée car les membres avaient besoin d'une pause pour pouvoir se reposer et se ressourcer.

### Poursuites contre TS (2014)

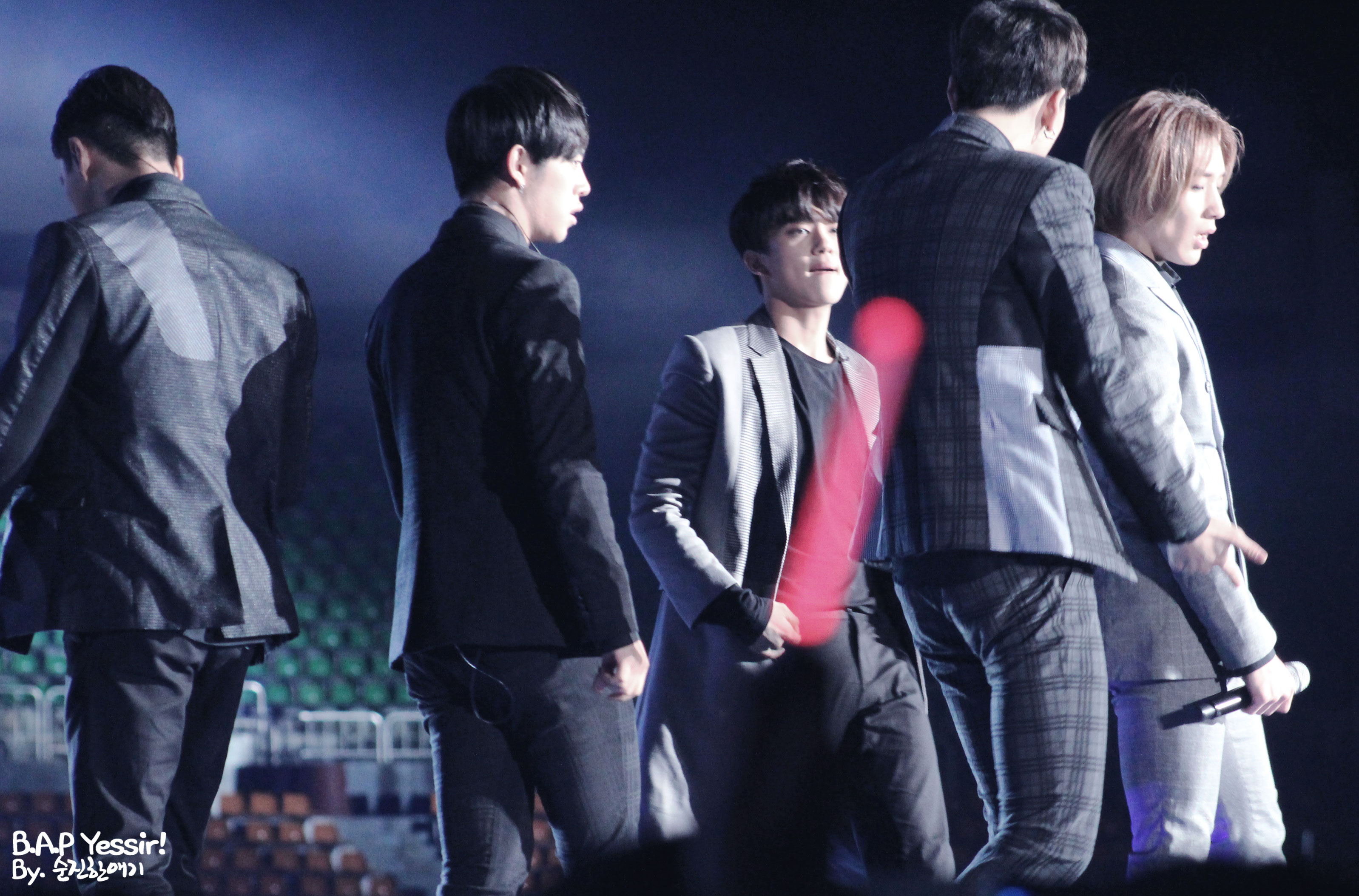
B.A.P en 2014.

Le 27 novembre 2014, il est annoncé que les six membres du groupe ont entamé des poursuites judiciaires afin de nullifier leurs contrats avec leur agence, la TS Entertainment. Selon les cabinets d’avocats, les B.A.P auraient ouvert leurs poursuites contre le label dans des bureaux situés dans l'est de la capitale sud-coréenne, en ce jour[réf. nécessaire].
Les B.A.P signent des contrats exclusifs avec leur compagnie en mars 2011, avant de faire officiellement leurs débuts en janvier 2012 avec Warrior. Les membres du groupe prennent position contre leur label, déclarant que ces contrats étaient uniquement avantageux pour le label, et ne sont qu'injustice pour eux. Les clauses des contrats des B.A.P déclarent que la période les liant à l'agence devait durer au minimum sept ans, prenant effet à la sortie du premier album – et non pas à la signature du contrat – , une durée bien plus longue que sur les contrats d'autres compagnies. De plus, les artistes ont déclaré que les contrats ne suivaient pas les lois concernant la protection des droits civils, le droit à la vie privée, et bien d'autres droits que les compagnies devraient accorder afin de protéger leurs chanteurs[réf. nécessaire].
Il est également déclaré que la division des revenus était uniquement avantageuse pour la TS Entertainment, et que les artistes devaient traiter avec des clauses les mettant en difficulté en cas de rupture de contrat ou de dommages faits à la compagnie. Plus tard dans la journée, la TS Entertainment décide finalement de se prononcer quant à cette affaire, en dévoilant un communiqué officiel : « Jusque-là, nous la TS Entertainment nous avons fait de notre mieux pour soutenir nos artistes B.A.P et les différentes promotions du groupe avec un objectif commun. Comme nous l’avions révélé le 28 octobre, avec en tête la condition de nos artistes comme première priorité, nous avions annulé toutes les promotions officielles du groupe et ils faisaient une pause. Au milieu de discussions avec le groupe à propos de leurs prochaines promotions, nous avons découvert la soudaine poursuite à travers les articles des médias. » L'agence poursuit en déclarant : « Actuellement, nous sommes en train de regarder en détail cette affaire. Cependant, les « clauses de contrat injustes » et les « contrats d’esclavage » qui ont pu être mentionnés dans les articles comme principaux problèmes et amenés par les poursuites judiciaires n’existent pas, et le traitement unilatéral injuste des artistes par notre agence n’a également jamais eu lieu. » Enfin, le label conclut : « Après avoir confirmé les détails de cette poursuite, nous allons prendre les mesures adéquates. Nous présentons nos plus sincères excuses aux fans des artistes de la TS Entertainment pour avoir causé des ennuis. »
Après une longue bataille de presque un an,,,,,,,,, les B.A.P décident de retourner dans leur agence. Le groupe masculin est officiellement de retour en son sein depuis le 1er août. TS Entertainment annonce la nouvelle dans un communiqué officiel : « Bonjour, c’est TS Entertainment. Premièrement, nous souhaitons nous excuser auprès de tous ceux qui ont été déçus et inquiétés par les nouvelles des mois passés. Depuis le 11 novembre 2014, date à laquelle les B.A.P ont amené ce problème à la surface, l'agence travaille au mieux pour rétablir les bonnes relations entre les deux parties. Après beaucoup de discussions au cours des médiations, nous avons mis beaucoup de cœur pour avoir une communication honnête avec les membres du groupe, et nous avons réussi à regagner leur confiance. Grâce à cela, les B.A.P sont finalement revenus à l’agence ce 1er août 2015. Peu importe la raison, l’agence se sent responsable du mal causé aux membres et à leurs parents, ainsi qu’aux fans qui les ont toujours soutenus. Nous promettons désormais de faire de notre mieux pour écouter et supporter les B.A.P afin de les mener vers un avenir radieux. Nous voulons remercier tous les fans qui n’ont pas lâché le groupe, et tous ceux qui n’ont cessé de croire en un retour de B.A.P en continuant de nous faire confiance. En se servant de cette leçon, TS Entertainment continuera de s’assurer que ses artistes travaillent dans un meilleur environnement pour vous offrir la meilleure musique possible. »

### Matrix(2015)
En début d'octobre 2015, il est dit d'après une source au sein de l'industrie, que les garçons devraient sortir un nouvel album courant novembre. Ils prévoient d'en faire la promotion par le biais d'un showcase et ils participeront activement aux émissions musicales habituelles.
Le nouvel album sort le 15 novembre 2015. Il s'appelle Matrix et contient cinq chansons. Il est dit que le clip sera au niveau d'un blockbuster avec un style assez luxueux, produit par le très célèbre Hong Won Ki de Zanybros qui a déjà travaillé avec de nombreux artistes au sein de l'industrie musicale. Ainsi, le 15 novembre, le groupe fait son retour avec la sortie de leur quatrième EP, Matrix accompagné du clip du titre principal Young, Wild and Free.

### DeCarnivalàNoiret pause (2016–2019)
Le 22 février 2016, le groupe sort son cinquième EP nommé Carnival et le clip vidéo du titre principal, Feel So Good. Les garçons publient leur premier album studio japonais, Best. Absolute. Perfect, le 30 mars. L'album contient les versions japonaises de plusieurs de leurs anciens titres ainsi que trois nouveaux, New World, Kingdom, et Back in Time. Entre avril et juillet, B.A.P tient des concerts dans le monde entier pour sa tournée mondiale nommée Live on Earth 2016 incluant des dates aux États-Unis, au Canada, au Mexique, en Italie, en Finlande, en Allemagne, en Pologne, en Australie, au Royaume-Uni, et en Russie,.
Le 8 août 2016, ils dévoilent leur nouveau clip, That's My Jam, issu de leur album single Put'Em Up. Pour illustrer la musique, les garçons proposent un clip très coloré mais aussi plein d'humour. Les membres font notamment une parodie des émissions connues comme The Tonight Show ou encore de la chaîne National Geographic. On retrouve aussi des références à leurs précédentes chansons et clips dont Where Are You? et One Shot. Les membres avaient déjà dévoilés la chanson en avant-première lors de leurs concerts les 6 et 7 août,. Le 18 octobre, TS Entertainment met en ligne une photo teaser annonçant le retour du groupe qui se tiendra le 7 novembre. Le 7 novembre, le groupe sort son second album studio nommé Noir avec le clip vidéo du titre principal Skydive. Cependant, Yongguk ne participera pas aux promotions du groupe à cause d'un problème médical.
En août 2018, après 6 ans d'activité (sans compter la pause de 2014), Yong-guk, le leader du groupe, refuse de renouveler son contrat et quitte donc le groupe. Il est suivi par Zelo en décembre 2018. Finalement, le 18 février 2019, la TS annonce que les quatre derniers membres du groupe, HimChan, DaeHyun, YoungJae et JongUp, confirment eux aussi leur décision de quitter la compagnie.

### Retour (depuis 2024)
Après ces épisodes, les membres sont a de nombreuses occasions la volonté de se réunir à nouveau via les réseaux. C'est le 8 août 2024 que le groupe (sans Zelo qui effectue son service militaire) revient avec l'EP Curtain Call, avec des concerts et fanmeet pour l'occasion ainsi qu'une mini série documentaire sur leur retour. 

## Membres
| Nom de scène | Nom de scène | Nom de naissance | Nom de naissance | Date de naissance | Nationalité  | Position                                                     |
| Romanisation | Hangeul      | Romanisation     | Hangeul/Hanja    | Date de naissance | Nationalité  | Position                                                     |
| ------------ | ------------ | ---------------- | ---------------- | ----------------- | ------------ | ------------------------------------------------------------ |
| Yongguk      | 용국         | Bang Yong Guk    | 방용국/方容國    | 31 mars 1990      | Sud-coréenne | Leader, rappeur principal, danseur, hyung (le plus vieux)    |
| Himchan      | 힘찬         | Kim Him Chan     | 김힘찬           | 19 avril 1990     | Sud-coréenne | Chanteur secondaire, rappeur secondaire, danseur             |
| Daehyun      | 대현         | Jung Dae Hyun    | 정대현/鄭大賢    | 28 juin 1993      | Sud-coréenne | Chanteur principal, danseur                                  |
| Youngjae     | 영재         | Yoo Young Jae    | 유영재/劉永才    | 24 janvier 1994   | Sud-coréenne | Chanteur principal, danseur                                  |
| Jongup       | 종업         | Moon Jong Up     | 문종업/文鐘業    | 6 février 1995    | Sud-coréenne | Danseur principal, chanteur secondaire                       |
| Zelo         | 젤로         | Choi Jun Hong    | 최준홍/崔準烘    | 15 octobre 1996   | Sud-coréenne | Rappeur principal, danseur principal, maknae (le plus jeune) |

## Discographie

### Albums studio
- 2014 : First Sensibility
- 2016 : Noir
- 2018 : Massive
- 2018 : B.A.P Concert Special Solo (The Recollection) (numérique)

## Concerts et tournées
- 2013 : B.A.P Live on Earth
- 2013 : B.A.P 1st Japan Tour Warrior Begins
- 2014 : B.A.P Live on Earth 2014 Continent Tour
- 2016 : B.A.P Live on Earth 2016 World Tour[66]
- 2016 : B.A.P 2nd Japan Tour Be.Act.Play
- 2017 : B.A.P 2017 World Tour Party Baby!
- 2018 : B.A.P : Forever with Babyz

## Filmographie

### Émissions télévisées
| Date | Chaîne            | Programme               | Note                                                  |
| ---- | ----------------- | ----------------------- | ----------------------------------------------------- |
| 2012 | SBS MTV           | Ta-Dah! It's B.A.P      | 10 Épisodes                                           |
| 2012 | SBS MTV           | B.A.P Diary             | 2 Épisodes                                            |
| 2012 | Mnet              | B.A.P's Killing Camp    | 3 Épisodes                                            |
| 2012 | MBC Every1        | Weekly Idol             | Épisode 57 (22 août 2012)                             |
| 2013 | MBC Every1        | Weekly Idol             | Épisode 85 (6 mars 2013)                              |
| 2013 | Arirang TV        | After School Club       | Épisode 18 (14 août 2013)                             |
| 2013 | MBC Every1        | Weekly Idol             | Épisode 111 (4 septembre 2013)                        |
| 2014 | Arirang TV        | After School Club       | Épisode 45 (19 février 2014)                          |
| 2014 | MBC Every1        | Weekly Idol             | Épisode 137 (5 mars 2014)                             |
| 2014 | KBS               | Yu Huiyeol's Sketchbook | 8 mars 2014                                           |
| 2014 | TSENT2008 YouTube | B.A.P Attack!           | B.A.P Live on Earth 2014 Continent Tour ; 13 épisodes |
| 2015 | Airang TV         | After School Club       | Épisode 187 (24 novembre 2015)                        |
| 2016 | Airang TV         | After School Club       | Épisode 239 (22 novembre 2016)                        |
| 2016 | MBC Music         | B.A.P's One Fine Day    | En cours de diffusion                                 |

## Distinctions

### Gaon Chart K-Pop Awards
| Année | Travail nommé | Titre                    | Résultat |
| ----- | ------------- | ------------------------ | -------- |
| 2012  | B.A.P         | Meilleur rookie masculin | Lauréat  |
| 2013  | B.A.P         | Rookie mondiale          | Lauréat  |
| 2015  | B.A.P         | Hot Trend Award          | Lauréat  |

### Golden Disk Awards
| Année | Travail nommé | Titre                              | Résultat   |
| ----- | ------------- | ---------------------------------- | ---------- |
| 2012  | B.A.P         | Popularity Award                   | Nomination |
| 2012  | B.A.P         | Nouvelle star montante (numérique) | Lauréat    |
| 2012  | B.A.P         | Single Album Award                 | Nomination |
| 2013  | Badman        | Song Award                         | Nomination |
| 2013  | B.A.P         | Popularity Award                   | Nomination |

### Melon Music Awards
| Année | Travail nommé | Titre                                   | Résultat |
| ----- | ------------- | --------------------------------------- | -------- |
| 2012  | B.A.P         | Rookie de l'anéne (catégorie masculine) | Lauréat  |

### Mnet Asian Music Awards
| Année | Travail nommé | Titre                            | Résultat   |
| ----- | ------------- | -------------------------------- | ---------- |
| 2012  | B.A.P         | Mnet PD's Choice Award           | Lauréat    |
| 2012  | B.A.P         | Meilleur nouveau groupe masculin | Nomination |
| 2012  | B.A.P         | Groupe de l'année                | Nomination |

### Seoul Music Awards
| Année | Travail nommé | Titre                   | Résultat   |
| ----- | ------------- | ----------------------- | ---------- |
| 2012  | B.A.P         | Meilleur nouveau groupe | Lauréat    |
| 2013  | One Shot      | Bonsang Award           | Lauréat    |
| 2013  | B.A.P         | Popularity Award        | Nomination |

### MTV Europe Music Awards
| Année | Travail nommé | Titre                              | Résultat   |
| ----- | ------------- | ---------------------------------- | ---------- |
| 2013  | B.A.P         | Meilleur groupe coréen             | Nomination |
| 2014  | B.A.P         | Meilleur groupe coréen             | Lauréat    |
| 2014  | B.A.P         | Meilleur groupe coréen et japonais | Lauréat    |
| 2014  | B.A.P         | Meilleur groupe international      | Nomination |

### Golden Disc Awards Taiwan
| Année | Travail nommé | Titre                              | Résultat |
| ----- | ------------- | ---------------------------------- | -------- |
| 2013  | One Shot      | Vente de plus de 5 000 exemplaires | Lauréat  |

### Japan Gold Disc Awards
| Année | Travail nommé | Titre                   | Résultat |
| ----- | ------------- | ----------------------- | -------- |
| 2014  | B.A.P         | Meilleur nouveau groupe | Lauréat  |
| 2014  | B.A.P         | Top 3 nouveaux groupes  | Lauréat  |

### Autres

#### En Corée
| Année                      | Travail nommé        | Titre                            | Résultat   |
| -------------------------- | -------------------- | -------------------------------- | ---------- |
| Arirang Simply Kpop        |                      |                                  |            |
| 2012                       | B.A.P                | 2012 Super Rookie Idol           | Lauréat    |
| SBS MTV Best of Best       |                      |                                  |            |
| 2012                       | B.A.P                | Meilleur nouveau groupe          | Lauréat    |
| 2012                       | Power                | Meilleur clip dance              | Nomination |
| 2013                       | B.A.P                | Meilleur groupe masculin         | Nomination |
| SimSimTaPa Awards          |                      |                                  |            |
| 2012                       | B.A.P                | Meilleure condition              | Lauréat    |
| 2012                       | B.A.P                | Meilleur live                    | Lauréat    |
| Show Champion Awards       |                      |                                  |            |
| 2012                       | B.A.P                | Meilleur novueau groupe masculin | Lauréat    |
| 2012                       | B.A.P                | Apparitions les plus fréquentes  | Lauréat    |
| 2012                       | B.A.P                | Best Audience Moment             | Lauréat    |
| 2013 Creative Brand Awards |                      |                                  |            |
| 2013                       | B.A.P                | 2013 Entertainment Award         | Lauréat    |
| KMC Radio Awards           |                      |                                  |            |
| 2014                       | B.A.P                | Groupe de l'année                | Lauréat    |
| 2014                       | B.A.P                | Meilleur fandom                  | Lauréat    |
| 2014                       | B.A.P                | Meilleur concert européen        | Lauréat    |
| 2015                       | MATRIX               | Album de l'année                 | Lauréat    |
| 2015                       | Young, Wild and Free | Meilleur clip                    | Lauréat    |
| 2015                       | B.A.P                | Meilleur fandom                  | Lauréat    |
| 2015                       | B.A.P                | Retour de l'année                | Nomination |
| Koreanupdates Awards       |                      |                                  |            |
| 2012                       | B.A.P                | Meilleur groupe masculin         | Lauréat    |
| 2012                       | B.A.P                | Album de l'année                 | Lauréat    |

#### À l'international
| Année                        | Travail nommé | Titre                          | Résultat |
| ---------------------------- | ------------- | ------------------------------ | -------- |
| Jpop Asia Music Awards       |               |                                |          |
| 2012                         | B.A.P         | Nouveau groupe/artiste de 2012 | Lauréat  |
| 2012                         | B.A.P         | Most Promising Artist/Band     | Lauréat  |
| Yin Yue Tai's V-Chart Awards |               |                                |          |
| 2013                         | B.A.P         | Meilleur nouveau groupe        | Lauréat  |

### Show Champion
| Année | Date       | Chanson      |
| ----- | ---------- | ------------ |
| 2014  | 12 février | 1004 (Angel) |

### Music Bank
| Année | Date        | Chanson              |
| ----- | ----------- | -------------------- |
| 2014  | 14 février  | 1004 (Angel)         |
| 2015  | 27 novembre | Young, Wild and Free |

### Inkigayo
| Année | Date       | Chanson      |
| ----- | ---------- | ------------ |
| 2014  | 16 février | 1004 (Angel) |

### The Show
| Année | Date       | Chanson              |
| ----- | ---------- | -------------------- |
| 2015  | 1 décembre | Young, Wild and Free |
| 2016  | 8 mars     | Feel So Good         |